# Алерген-специфічна імунотерапія
Алерген-специфічна імунотерапія (АСІТ) — специфічний метод лікування проявів алергії на певні алергени.
Згідно з дослідженнями медиків та екологів, різними видами алергії страждає 30 % населення планети, й з кожним роком ця цифра буде зростати. Причин декілька: надмірна стерильність побуту, забруднення навколишнього середовища, зміна якості харчових продуктів, глобальне потепління та ін.
Одним із методів лікування симптомів алергії, що дає тривалий стабільний ефект — є АСІТ.
З кожним роком методика проведення цього лікування алергії вдосконалюється. Раніше[коли?] АСІТ розпочинали суворо в осінньо-зимовий період, коли природа завмирала й рівень алергенів у повітрі був мінімальним.
Сучасні препарати дозволяють проводити АСІТ впродовж року. При алергії, що провокована сезонними факторами, зокрема цвітінням рослин, АСІТ розпочинають за 3 місяці до початку цвітіння причинного алергену.

## Види
Залежно від тривалості АСІТ розрізняють:
- цілорічну
- передсезонну
- сезонну[5]

Залежно від шляху введення алергену, розрізняють АСІТ:
- ін'єкційна: підшкірна, внутрішньошкірна, аплікаційна, метод шкірних квадратів
- неін'єкційна: пероральна, під'язикова (сублінгвальна алерген-специфічна імунотерапія (СЛІТ)), інтраназальна, інгаляційна[5]

Ін'єкції або таблетки можуть отримувати як дорослі, так і малюки. Хоча частіше за все дітям дошкільного віку важко розповісти про те, що з ними відбувається, а «уколи» й поїздки до лікарні вони сприймають як сильний стрес. Тому ін'єкційний і таблетований методи краще залишити для дорослих.
Малюкам більше підійдуть спреї. Вони приємні на смак, не викликають болю або дискомфорту.
Такий метод лікування добре підходить як у випадках з моно-, так і з полісенсибілізацією. Терапію спреями призначають для лікування майже всіх перерахованих вище видів алергії. Одного флакону препарату вистачає на 1,5–3 місяці.
Перш ніж ухвалити рішення про призначення даного виду терапії, лікар бере до уваги такі чинники:
- Алергія триває більше ніж 3 місяці, а антигістамінні препарати є не достатньо ефективними.
- Симптоми яскраво виражені.
- Пацієнт незадоволений постійним вживанням ліків.

## Механізм дії
Цей вид лікування застосовують вже більше ніж 100 років. Він передбачає введення в організм невеликих доз причинних алергенів. І допомагає людині не лише зменшити кількість та дози тих ліків, які зазвичай приймаються під час загострення симптомів сезонної алергії, а й домогтися звикання до причинного алергену, тобто десенсибілізації. Остання обумовлює повне зникнення симптомів.
Лікування за допомогою АСІТ має дві фази:
1. Накопичувальна. В цей період, в залежності від обраної лікарем стратегії, АСІТ приймається у вигляді спреїв, уколів чи таблеток. Ін'єкції робляться 1-2 рази на тиждень, спреї та таблетки приймаються щоденно з поступовим підвищенням дози препарату. Як правило, ця фаза триває 1-2 місяці й залежить від індивідуального сприйняття пацієнтом введеного йому алергену.
2. Підтримувальна. Починається після досягнення максимальної дози алергену, яку може отримувати пацієнт. Залежить від сприйняття пацієнтом алергену та реакції на першу фазу. В цей період проміжок між ін'єкційним введенням алергенів стає більшим — до 4 тижнів. Сублінгвально препарат у вигляді спреїв дається щодня. У вигляді таблеток — 1-2 рази на тиждень. Лікування відбувається у тій дозі, яка може переноситись пацієнтом максимально.
Покращення відчувається через півроку після проведення систематичної АСІТ. Але для досягнення вираженого ефекту потрібно два роки. Рішення про припинення імунотерапії може ухвалити лише лікар.

## Порядок проведення імунотерапії
Існує три розповсюджені форми АСІТ: ін'єкційна, у вигляді таблеток та сублінгвальних спреїв.
Перш ніж пройти курс лікування, потрібно виконати такі дії:
1.   Звернутись до алерголога по діагностику алергії.
2.   Пройти тестування за допомогою шкірних проб та/або молекулярного аналізу на алергію.
Курс лікування проводиться алергенами для АСІТ, які визначені лікарем як оптимальні для конкретного пацієнта.

## Показання
- IgE-опосередковане алергічне захворювання.

Таке лікування — рішення для тих, хто страждає алергічною астмою, ринітами, кон'юнктивітами та має алергію, включно з анафілаксією, до укусів жалких комах. Призначають АСІТ при лікуванні негативних реакцій на пилок дерев, цвітіння злакових трав та бур'янів, плісняву, кліщів, які живуть в домашньому пилі, лупу тварин та отруту комах.[джерело?]
Найбільш поширеними алергенами, які використовуються для лікування, є алергени берези, тимофіївки лугової, оси та бджоли. Рідше використовують алергени кота, собаки та коня.
Ефект від ін'єкцій або сублінгвальної імунотерапії залежить від тривалості лікування та кількості введеного препарату.[джерело?] Деякі люди відчувають швидке і тривале полегшення симптомів, в інших після припинення лікування хвороба може повернутись. Відтак на всіх етапах АСІТ важливо тримати зв'язок із лікарем.

## Тривалість лікування
Для досягнення максимального ефекту тривалість АСІТ складатиме 3-5 років. Але значне покращення пацієнти  відчувають вже протягом першого року лікування.
Крім того, часто хворі, які страждають від одного виду алергії, мають чутливість ще до кількох алергенів. Це називається полісенсибілізацією. Тобто людина з алергією на амброзію, може мати чутливість і до кліщів домашнього пилу та плісняви. Або той, хто страждає від алергії до пилку дерев, матиме реакцію на кісточкові фрукти та горіхи.
І найефективніше така чутливість лікується саме за допомогою імунотерапії.

## Протипоказання
Імунотерапія протипоказана пацієнтам з такими захворюваннями:
- Різні види інфекцій (гепатит, туберкульоз, СНІД).
- Системні аутоімунні захворювання.
- Злоякісні пухлини.
- Загострення бронхіальної астми.
- Захворювання серцево-судинної системи.
- Значне підвищення температури тіла.
- Приймання β-блокаторів.

Вагітність на фоні АСІТ є нормальним явищем, але лікар може ухвалити рішення про тимчасове зупинення терапії.

## Коли АСІТ не дає ефекту
Відсутність позитивної динаміки може бути наслідком таких факторів:
- занадто мала доза алергену;
- невідповідність інгредієнтів АСІТ певному виду захворювання;
- полісенсибілізація — реакція більше ніж на 3 алергічні тригери.

АСІТ вважається малоефективною при харчовій алергії, алергії на ліки, латекс, антисептики, маски та ін.[джерело?]
Хоч європейські науковці вважають, що малі дози продуктів-алергенів можуть позитивно вплинути на дітей, котрі мають харчову алергію на деякі фрукти, зокрема авокадо та диню.

## Підготування до АСІТ
Перш ніж розпочати лікування за допомогою АСІТ, важливо проконсультуватись з лікарем стосовно супутніх захворювань.
Під час проходження курсу імунотерапії слід дотримуватись таких правил:
- Не контактувати з носіями респіраторних інфекцій.
- У день проведення АСІТ обмежувати заняття спортом і взагалі будь-які інтенсивні фізичні навантаження. Адже при цьому відбуватиметься сильний приплив крові до тканин, а значить, введений алерген буде рухатись по тілу значно швидше. За цієї ж причини також протипоказані бані, сауни, масажі та алкоголь.
- Повідомляти лікаря про будь-які медикаменти або БАДи, які приймає пацієнт. Вони можуть підвищити ризик побічних ефектів або взагалі перешкодити лікуванню.
- При вагітності або її плануванні обов'язково слід також проконсультуватись з алергологом відносно доцільності проведення АСІТ.

## Ризики
Медики стверджують, що суттєві ризики АСІТ трапляються вкрай рідко. Може виникнути почервоніння або набряк в місці введення препарату, але це цілком нормальна реакція, котра минає впродовж доби.
Іноді спостерігаються симптоми, схожі на поновлення алергії: почервоніння очей, сльозотеча, нежить, кропив'янка. Про це потрібно негайно сповістити лікаря і він призначить симптоматичне лікування.
Аби уникнути анафілаксії, варто пів години після ін'єкції провести в кабінеті лікаря під його пильним наглядом.